# Gizem Karaca
Gizem Karaca (nació el 7 de septiembre de 1992) es una actriz y modelo turca. Pasó su infancia entre Estados Unidos y Canadá, volvió a Turquía en su adolescencia. Ella participó en el concurso Miss Turquía en el 2011 y quedó en el segundo puesto. Esto le posibilitó representar a Turquía en el concurso Miss Mundo en el 2011.

## Carrera
Después de ganar el Departamento de Lengua y Literatura Francesa de la Universidad de Estambul, Miss Turquía decidió participar en el concurso de belleza para escapar de las últimas lecciones, Miss Turquía 2011 participó en el concurso de belleza y fue primera finalista. Después del concurso tuvo varias propuestas para iniciar su carrera como actriz. Empezó en el 2012 en Eve Düşen Yildirim. En 2012 obtuvo su segundo papel en televisión, interpretó a Güneş Sancaktar en la serie Emir'in Yolu. Después de la cancelación de la serie se fue a Estados Unidos por un tiempo para estudiar actuación en la Academia de Cine de Nueva York. Regresó a la pantalla en verano de 2013 en la serie Benim Hala Umudum Var. En 2014 la bella actriz protagonizó su primera película llamada I Love You, Seni Seviyorum Adamım con Barış Kılıç. La película se estrenó el 21 de noviembre. Ese mismo año comenzó a transmitirse en Star TV Güzel Köylü, serie que protagonizó junto a Mehmet Ali Nuroğlu y Berk Cankat. La serie finalizó el 17 de junio de 2015. En 2017, participó en la serie Içimdeki Firtina y también en la serie Kara Sevda. En el 2018 fue protagonista de la serie de Kanal D İnsanlık Suçu junto a Kaan Yildirim. En el 2018 tiene un papel en la película turca Hürkus.

## Vida personal
Durante el rodaje de Emir'in Yolu tuvo una relación sentimental con su compañero de serie Çağatay Ulusoy. El 25 de enero de 2013 ellos y otros compañeros actores se vieron envueltos en un escándalo por drogas y fueron detenidos por la policía turca. El caso continua por la vía judicial y en mayo de 2018 la condenan a 4 años y 2 meses por tráfico de drogas.
Gizem Karaca se casó con Kemal Ekmekçi, un empresario turco el 16 de septiembre de 2017.
Ella habla inglés y francés.

## Filmografía
| año       | Film/Series               | Personaje                    | Rol          | Canal            |
| --------- | ------------------------- | ---------------------------- | ------------ | ---------------- |
| 2011      | L'Oréal Paris Miss Turkey | Ella misma como participante |              | FOX TV           |
| 2012      | Eve Düşen Yıldırım        | Muazzez                      |              | Show TV          |
| 2012      | Emir'in Yolu              | Güneş Sancaktar              | Protagonista | Show TV          |
| 2013-2014 | Benim Hala Umudum Var     | Umut Özden/Korkmaz           |              | Star TV, FOX TV  |
| 2014      | Seni Seviyorum Adamım     | Ezel                         |              | Película         |
| 2014-2015 | Güzel Köylü               | Gül Sümbül                   |              | Star TV          |
| 2016      | Istanbul Sokaklari        | Nazlı                        |              | Show TV          |
| 2017      | Kara Sevda                | Mercan                       | Protagonista | Star TV          |
| 2017      | Içimdeki Firtina          | Deniz Kara/ Elif Deran       | Protagonista | Kanal D; Star TV |
| 2017      | Küçük Ortak               | Ceren                        | Protagonista | film             |
| 2017      | Ay Lav Yu tuu             | Sultan                       | Protagonista | Film             |
| 2018      | İnsanlık Suçu             | Suna Değirmenci              | Protagonista | Kanal D          |
| 2018      | Hürkus                    |                              |              | Película         |

## Premios
- Miss Turquía 2011, First Runner-up.
- Miss Mundo 2011, Premio a la mejor vestida.